# Mariivka, Mejova
Mariivka (în ucraineană Мар`ївка) este un sat în comuna Raipole din raionul Mejova, regiunea Dnipropetrovsk, Ucraina.

## Demografie
Componența lingvistică a localității Mariivka
     Ucraineană (92,31%)
     Rusă (7,69%)
Conform recensământului din 2001, majoritatea populației localității Mariivka era vorbitoare de ucraineană (92,31%), existând în minoritate și vorbitori de rusă (7,69%).